# ハーヴィー・メイソン
ハーヴィー・メイソン（Harvey Mason、1947年2月22日 - ）は、アメリカ合衆国ニュージャージー州アトランティック・シティ出身のジャズ・フュージョンを中心に活動しているドラマー、音楽プロデューサー、作曲家。ドラマーとして最も活躍しているセッション/スタジオ・ミュージシャンの一人。
息子のハーヴィー・メイソン・ジュニアはプロデューサーで、父が属するフォープレイにも携わっている。

## 来歴
ミュージシャンの父親のもとに育ち、4歳からドラムを演奏し始める。10代前半からプロの世界を目指し、高校卒業後、バークリー音楽大学とニュー・イングランド音楽院で学ぶ。バークリーの同期生にジャズ・ピアニストの佐藤允彦がいる。在学中ヤン・ハマーやジョージ・ムラーツ等と共演した。
1971年にロサンジェルスに活動拠点を移し、キャロル・キング、ドナルド・バード、ジョージ・シアリング、モニカ・ルイス等と共演をする。1973年にはハービー・ハンコックのグループに参加し、アルバム『ヘッド・ハンターズ』を録音。その後、ザ・ヘッドハンターズとして活動する。1975年にデイヴ・グルーシン、リー・リトナー、チャック・レイニー等と初リーダー作『マーチング・イン・ザ・ストリート』を録音。リー・リトナーのグループ「ジェントル・ソウツ」にも参加し、L.A.フュージョンのトップ・ドラマーとなった。なお、このメンバーで渡辺貞夫のヒット・アルバム『California Shower』をサポートしている。更に『ファンク・イン・ア・メイソン・ジャー』（1978年）や『グルーヴィン・ユー』（1979年）等を発表し、作曲家としての実力も高める。1980年代においてもボブ・ジェームス、デイヴ・グルーシン、アール・クルー等、多数のジャズ・フュージョン系のミュージシャンとセッションを行っている。
また、1970年代後半から1980年代初頭の日本におけるフュージョン・ブームのときにアルファレコードと提携し、所属アーティストの大村憲司などのアルバム・プロデュースを行う。さらに、デビュー間もなかったカシオペアの全米向けアルバム『Eyes Of The Mind』をプロデュースしたばかりでなく、カシオペアが持つ先進的な音楽性のなかで唯一ウィークポイントであった旧来の楽典主義に則った演奏手法に変革をももたらし、彼らの音楽性をさらに飛躍させることに貢献。これにより、プロデューサーとしての側面も知れ渡った。カシオペアとはその後も、『Four By Four』で共演。
1990年、ボブ・ジェームスのアルバム『グランド・ピアノ・キャニオン』にて、リー・リトナー、ネイザン・イーストと揃ってセッションを行い意気投合、1991年に彼らとフォープレイを結成し、セルフ・タイトルでデビュー（ちなみにギターのリー・リトナーは1997年に脱退し、ラリー・カールトンに交代、さらに2010年からチャック・ローブに交代）。更に、1996年発表のリーダー作『ラタマキュー』がグラミー賞にノミネートされる。アルバム『ウィズ・オール・マイ・ハート』（2004年）では12人ものピアニストと共演をし、共演者のハービー・ハンコックが第47回グラミー賞（最優秀ジャズ・インストゥメンタル賞 - 奏者）を受賞。アルバム『チェンジング・パートナーズ』（2006年）は、その続編にあたる。
2008年には、元、T-SQUAREの本田雅人のアルバム『アクロス・ザ・グルーヴ』のレコーディングに参加。ボブ・ジェームスらと共演し、迫力あるアメリカ西海岸の情景のサウンドを創りあげた。

## ディスコグラフィ

### リーダー・アルバム
- 『マーチング・イン・ザ・ストリート』 - Marching in the Street (1976年、Arista)
- 『アースムーヴァー』 - Earth Mover (1977年、Arista)
- 『ファンク・イン・ア・メイソン・ジャー』 - Funk in a Mason Jar (1977年、Arista)
- 『グルーヴィン・ユー』 - Groovin' You (1979年、Arista)
- 『M.V.P.』 - M.V.P (1981年、Arista)
- 『ストーン・メイソン』 - Stone Mason (1982年、Atlantic)
- 『ラタマキュー』 - Ratamacue (1996年、Atlantic)
- 『ウィズ・オール・マイ・ハート』 - With All My Heart (2004年、RCA)
- 『チェンジング・パートナーズ』 - Changing Partners (2012年、Video Arts)
- 『カメレオン』 - Chameleon (2014年、Concord)